# Lafayette (condado de Madison, Ohio)
Lafayette é um lugar designado pelo censo localizado no condado de Madison no estado estadounidense de Ohio. No Censo de 2010 tinha uma população de 202 habitantes e uma densidade populacional de 74,42 pessoas por km².

## Geografia
Lafayette encontra-se localizado nas coordenadas 39° 56′ 27″ N, 83° 24′ 20″ O. Segundo o Departamento do Censo dos Estados Unidos, Lafayette tem uma superfície total de 2.71 km², da qual 2.71 km² correspondem a terra firme e (0%) 0 km² é água.

## Demografia
Segundo o censo de 2010, tinha 202 pessoas residindo em Lafayette. A densidade populacional era de 74,42 hab./km². Dos 202 habitantes, Lafayette estava composto pelo 97.03% brancos, o 1.49% eram afroamericanos, o 0% eram amerindios, o 0% eram asiáticos, o 0% eram insulares do Pacífico, o 0% eram de outras raças e o 1.49% pertenciam a duas ou mais raças. Do total da população o 0% eram hispanos ou latinos de qualquer raça.